# Bastó de Mariscal

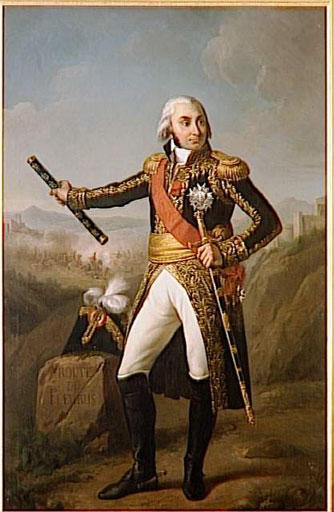
Jean-Baptiste Jourdan amb el bastó de mariscal.

El Bastó de Mariscal és una vara estreta i curta portada per oficials militars d'alt rang com a part de l'uniforme. A diferència de la vara de comandament, el bastó no es recolza a terra; i a diferència del ceptre, el bastó normalment acaba en pla, sense estar coronat a la punta amb algun símbol.

## Època clàssica
L'origen del Bastó de Comandament és remot però comú a totes les societats ramaderes, entre les quals trobem Egipte i Roma, pel que s'ha manifestat mitjançant l'art. A l'Europa occidental, la majoria són variacions dels que els cònsols rebien i que representaven el comandament sobre tots els que estaven lligats als feixos que representaven les tribus romanes que representaven el poble de Roma. Amb el temps s'estendria als comandants que ostentaven l'autoritat suprema, tant civil com militar sobre les províncies de la República, així com durant els dictadors i, finalment, l'emperador. Un bastó blanc, curt i pesat, era el símbol del comandament imperial atorgat a un llegat militar, el qual el mantenia en alt proclamant per damunt del teu cap i el meu, per representar a l'emperador.
És possible que el Scytale, la barra xifrada espartana, que també mostrava un estatus militar, fos un predecessor el bastó romà, però la primera data referenciada per Plutarc data del període romà.

## Edat mitjana
La denominació marschall prové de l'edat mitjana. El Mastall era l'edifici on es guardaven els útils pels cavalls. El marschall era l'encarregat d'atendre i administrar els cavalls i els estables. En francès se l'anomenava marechal. Més tard s'anomenaria mariscal o mestre dels estables (Stallmeister) al cap del pati. Als ducats, l'encarregat de la casa del duc rebia el nom de hofmarschall (mariscal de pati). Durant els viatges passava a ser el obermarschall (gran mariscal), i era l'encarregat d'administrar les possessions del duc durant la seva absència. Durant les ocasions festives, el mariscal duia una vara llarga en senyal del seu càrrec, i amb la qual feia una divisió a terra per a aquells que no tenien un lloc definit al ducat (aquesta disciplina segueix vigent actualment als patis anglesos. A l'època medieval, aquell que posseïa una Maschallstab o Kommandostab (vara de comandament) era considerat l'oficial de més alt rang. A molts exèrcits europeus de l'època, el mariscal va ser considerat el comandant més antic de l'exèrcit.

## França
Igual al que feien els romans, els reis de França i després Napoleó lliuraven als seus mariscals bastons ornats, guarnits amb flors de lis, estrelles o abelles, respectivament. Es diu que Napoleó motivava als seus soldats dient-los que cada soldat tenia un bastó de mariscal a la butxaca, referint-se al fet que cada soldat podria tornar-se, algun dia, en comandant.

## Anglaterra
La tradició dels bastons de mariscal a Anglaterra data de 1736, i la seva forma s'ha mantingut igual des de llavors. Els bastons són de color vermell, adornat per lleons anglesos daurats. A l'extrem superior hi ha la imatge de Sant Jordi (patró d'Anglaterra) matant el drac. El Duc de Wellington va rebre fins a 12 bastons de mariscal de països diferents, actualment exposats a casa seva, a Apsley House.

## Alemanya
A Alemanya, els bastons de mariscal s'introduïren a mitjan segle xix, després de la mort del Duc de Wellington, mariscal honorífic de l'Exèrcit Prussià. Abans del seu funeral es dictà que al seu sepulcre havia de portar un bastó de mariscal anglès, ordenant-se llavors que es fabriqués un bastó de mariscal prussià perquè també l'acompanyés al fèretre.
El bastó de mariscal prussià, de només 30cm de llarg, tenia un fons blau cel, adornat amb corones i àligues daurades.

### Tercer Reich

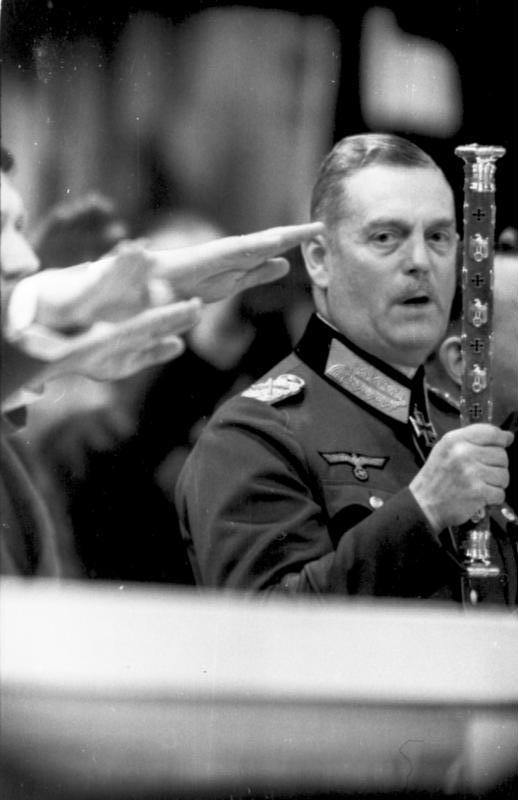
El mariscal Wilhelm Keitel saluda aixecant el seu bastó de mariscal

Durant el Tercer Reich, des de 1940, els Generalfeldmarschalls i els Großadmirals portaven bastons cerimonials, elaborats íntegrament a mà, fets en or i plata. Estaven fabricats per la casa H.J. Wilms de Berlín. Feien aproximadament entre 48 i 51cm d'alt i 3,2 i 3,8cm de diàmetre. El tub central d'alumini estava cobert de vellut. Aquest tub estava folrat de vellut, recobert per quatre fileres de cinc àligues de la Wehrmacht en or i cinc creus de ferro en plata i esmalt negre cadascuna, de forma alternativa horitzontal i verticalment. Els extrems del bastó estaven formats per cossos metàl·lics en or i plata, en forma de capitell i adornat amb fulles de roure. A la part superior del bastó hi havia una àliga en or i a la part inferior, una creu de ferro. A la base superior figurava la inscripció "Der Führer dem Generalfeldmarschall" ("El Führer al Mariscal") i el cognom; mentre que a la part inferior hi havia la inscripció "Zum Freiheitskampg des Großdeutschen Volkes" ("En la lluita per la llibertat del Gran Poble Alemany") i la data de concessió. El bastó dels Großadmirals de la Kriegsmarine seguia la mateixa pauta, però estaven folrats en vellut blau fosc i incorporaven àncores d'or entre les creus de ferro i les àligues; a més de substituir l'àliga superior per una àncora. Els bastons dels mariscals de la Luftwaffe estaven coberts en vellut blau-gris; i a la part superior hi havia l'àliga de la Luftwaffe i a la inferior la creu balcànica.
Hermann Göring va rebre dos bastons diferents, un com Generalfeldmarschall i l'altre com a Reichsmarschall
Van haver 7 variacions en els bastons:
1. el primer bastó va ser concedit al Generalfeldmarschall Werner von Blomberg. El bastó estava cobert de vellut blau clar, imitant l'estil dels vells bastons prussians. Les àligues no portaven la corona de fulles de roure, i a la part superior només hi havia la inscripció von Blomberg. Actualment es troba al National Museum of American History de Washington DC
2. El primer bastó de la Luftwaffe va ser concedit a Hermann Göring després de la seva promoció a mariscal. Semblant al de von Blomberg (també era blau clar), incorporava els símbols de la seva arma. A més, els capitells portaven diamants engastats. Actualment es troba al National Infantry Museum de Fort Benning, Columbus, Georgia.
3. El següent bastó concedit va ser per al Großadmiral Erich Raeder, ja amb l'estil de la Kriegsmarine abans esmentat. Va ser destruït després de la guerra.
4. A l'estiu de 1940 es concediren 9 bastons del Heer als nous Generalfeldmarschalls, amb les característiques abans esmentades. Durant la guerra se'n concediren 8 més d'aquest estil.
5. També a l'estiu de 1940 es concediren 3 bastons de la Luftwaffe, segons l'estil propi de l'arma. El 1943 es concediria un bastó més.
6. El 1943 es concedí l'altre bastó de la Kriegsmarine, concedit al Großadmiral Karl Dönitz. Seguia les pautes del concedit a Raeder, però a la part superior tenia la insígnia de l'arma de submarins. Actualment es troba al Shropshire Regimental Museum Arxivat 2011-06-17 a Wayback Machine. Shrewsbury, (Regne Unit), donat pel major general J.B. Churches, qui capturà a Dönitz al final de la guerra.
7. L'únic bastó de Reichsmarschall va ser concedit a Hermann Göring el 1940. Semblant als bastons de la Luftwaffe, estava cobert de vellut blanc, estava banyat en or i els capitells portaven 600 petits diamants incrustats, així com platí. El tub era d'ivori, no pas metàl·lic. Actualment es troba al West Point Museum, Highland Falls, NY.

## Galeria

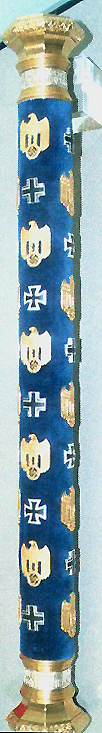
Rèplica del bastó del Generalfeldmarschall von Richthofen.
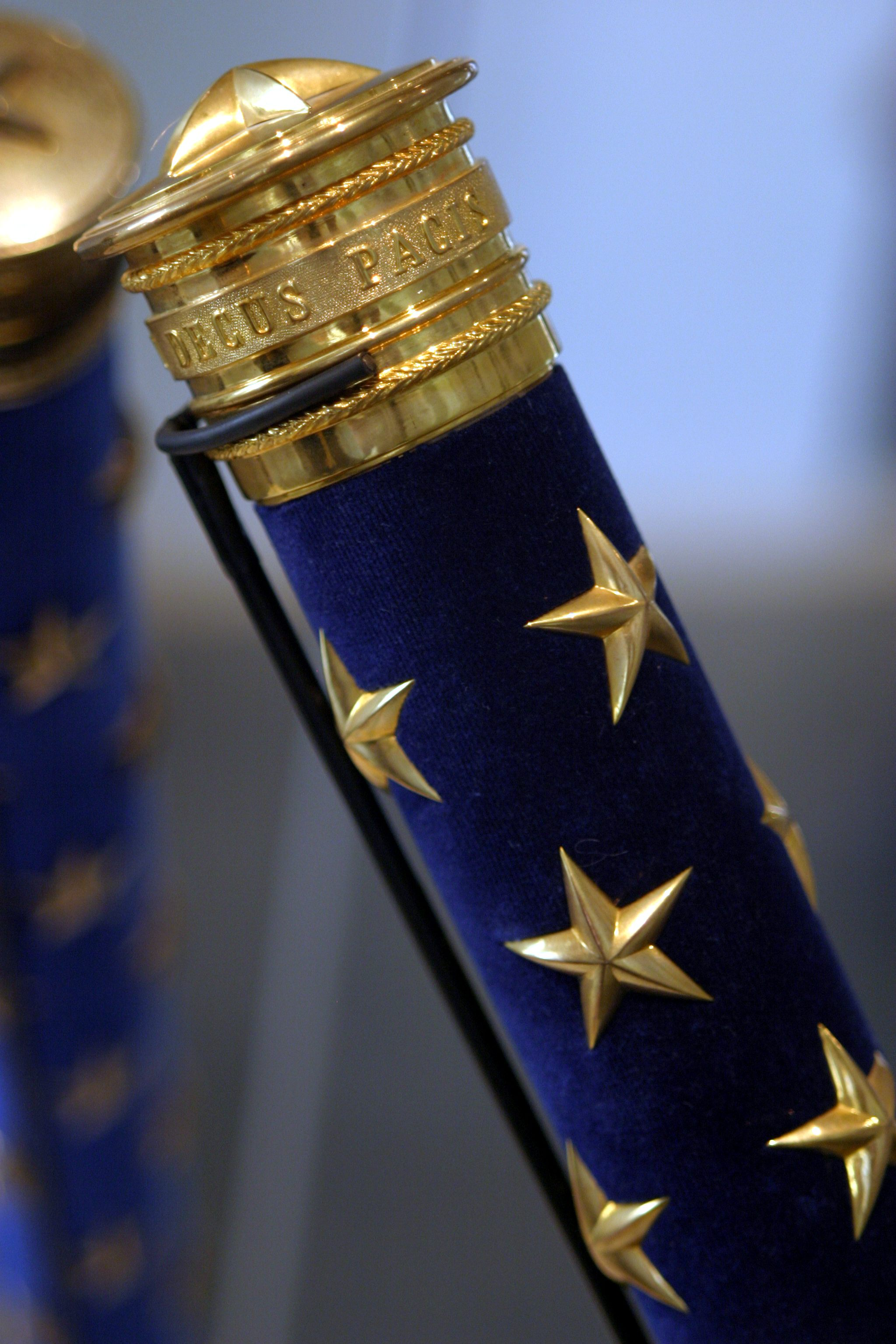
El bastó de mariscal de França.
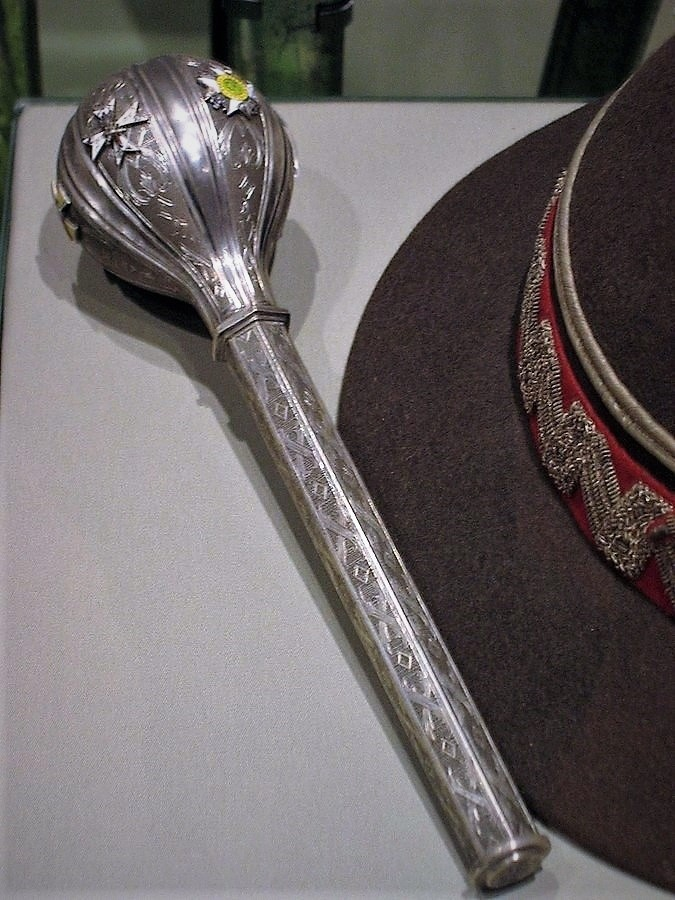
Buława del Mariscal Śmigły-Rydz.
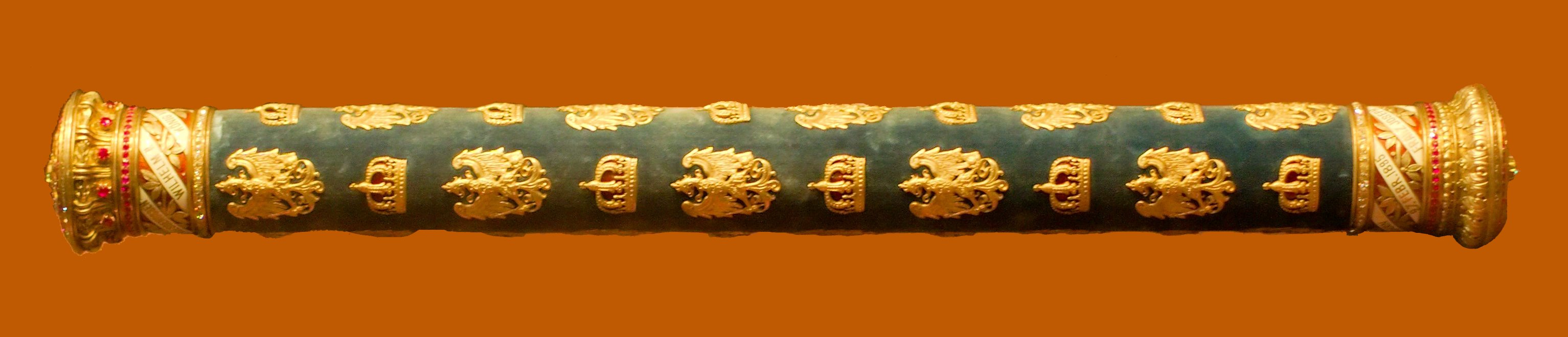
Bastó de mariscal prussià.